# مارلين بوث
مارلين بوث (بالإنجليزية: Marilyn Booth)‏ هي كاتبة وباحثة ومترجمة أمريكية للأدب العربي، ولدت في 24 فبراير 1955. منذ 2015، تعمل أستاذة في دراسة العالم العربي المعاصر بجامعة أكسفورد، وزميلة بكلية المجدلية.